# Paralycisca cristata
Paralycisca cristata är en stekelart som beskrevs av Karl-Johan Hedqvist 1959. Paralycisca cristata ingår i släktet Paralycisca och familjen puppglanssteklar.
Artens utbredningsområde är Panama. Inga underarter finns listade i Catalogue of Life.